# Ricardo Sandoval
Ricardo Hernán Sandoval López (Ovalle, 25 de octubre de 1941) es un abogado y jurista chileno especializado en derecho comercial.
Es autor de una serie de manuales de derecho mercantil. Además de ser profesor universitario tanto en su país como en el extranjero, practica el ejercicio liberal de la profesión de abogado en su estudio jurídico, y ha integrado importantes organismos internacionales como el CNUDMI.

## Biografía
Nació en Ovalle en 1941. Estudió Derecho en la Facultad de Ciencias Jurídicas de la Universidad de Concepción, y recibió el título de abogado el 7 de agosto de 1967. Ese mismo año comenzó a ejercer la docencia universitaria en su alma mater, con la cátedra de Derecho Comercial, y fundó su bufete de abogados, Ricardo Sandoval y Cía. Se radicó en Francia entre 1971 y 1980, donde realizó un doctorado en Derecho Privado por la Universidad Pierre Mendès-France (Grenoble II), que obtuvo en junio de 1974, y entre 1977 y 1979 realizó los estudios para obtener el doctorado de Estado en Derecho Privado por la República de Francia.
A su regreso a Chile, trabajó en el Banco Sud Americano en Concepción como abogado procurador (1980), en el Banco del Estado como abogado externo (1980-1987) y en 1989 fue abogado del Consejo Consultivo de la Fiscalía Nacional de Quiebras —actual Superintendencia de Quiebras— con sede en Santiago.
Ha integrado diversos organismos internacionales de derecho comercial. En 1990 fue nombrado delegado de Chile ante la Comisión de las Naciones Unidas para el derecho mercantil internacional (CNUDMI), en donde desempeñó cargos de relator y vicepresidente en distintos períodos de sesiones. En 1994 fue designado miembro de la International Academy of Commercial and Consumer Law (IACCL), siendo el único chileno entre los 60 académicos que la integran. En 2010 asumió el cargo de presidente de la CNUDMI por el período de un año, siendo sucedido por el mauriciano Salim Moollan en junio de 2011.
Desde abril de 2003 es árbitro del Sistema de Solución de Controversias del dominio .cl en NIC Chile. También ha sido asesor en los ministerios de Hacienda (particularmente en el Comité de Inversión Extranjera), Obras Públicas, Justicia y Relaciones Exteriores de Chile.
Ha ejercido como profesor de Derecho Comercial en las universidades chilenas de Concepción, Diego Portales, Católica de Chile, de Chile, y Católica de la Santísima Concepción, y como profesor académico visitante en la Universidad Carlos III de Madrid y la Universidad Pablo de Olavide, ambas de España.

## Obras
- Derecho del Comercio Electrónico (2003), 1.ª edición, ISBN 956-10-1508-0
- Contratos Mercantiles, Tomos I y II (2003), 1.ª edición, ISBN 956-10-1449-1
- Derecho del Consumidor (2004), 1.ª edición, ISBN 956-10-1568-4
- Derecho Comercial, Tomo 1, Volumen 1 (2005), 6.ª edición, ISBN 956-10-1601-X
- Derecho Comercial, Tomo 1, Volumen 2 (2005), 6.ª edición, ISBN 956-10-1602-8
- Derecho Comercial, Tomo 2 (2005), 5.ª edición, ISBN 9561013428
- Derecho Comercial, Tomo 3, Volumen 1 (2005), 5.ª edición, ISBN 956-10-1350-9
- Derecho Comercial, Tomo 3, Volumen 2 (2001), 5.ª edición, ISBN 956-10-1351-7
- Derecho Comercial, Tomo 4, 5.ª edición, ISBN 956-10-1537-4
- Régimen Jurídico del Arbitraje Comercial Internacional (2005), 1.ª edición, ISBN 956-10-1648-6
- Marcas Comerciales (2006), 1.ª edición, ISBN 956-10-1695-8